# Dysderina principalis
Dysderina principalis är en spindelart som först beskrevs av Eugen von Keyserling 1881.  Dysderina principalis ingår i släktet Dysderina och familjen dansspindlar.
Artens utbredningsområde är Colombia. Inga underarter finns listade i Catalogue of Life.